# Laetitia
Laetitia (Letycja) – w mitologii rzymskiej uosobienie (personifikacja) wesołości, piękna i wdzięku.
Na rewersach monet rzymskich przedstawiana z wieńcem (koroną) i sterem (albo kotwicą) lub długim berłem; czasem z rogiem obfitości.